# Inwi
Inwi (ehemals Maroc Connect, gegründet 1999; arabisch إنوي, DMG Inwī) ist ein Telekommunikationsunternehmen in Marokko. Es gehört zu den größten Unternehmen Marokkos und ist nach den Wettbewerbern Maroc Telecom und Méditel das drittgrößte Telekommunikationsunternehmen des Landes.
Anfangs bestimmte die Partnerschaft mit France Telecom das Geschäft. Seit 2006 ist die ONA, ein marokkanischer Mischkonzern, Hauptaktionär.
Im Rahmen einer Marketingkampagne wurde das Unternehmen umbenannt. Unter dem Namen Inwi ist es heute mit anderem Logo, Farben und Strategie weiter aktiv.